# Fotballklubben Bodø/Glimt 2022
La stagione 2022 del FK Bodø/Glimt è stata la 106ª stagione della sua esistenza e la 5ª consecutiva nella massima serie del calcio norvegese. In più, ha partecipato alla Coppa di Norvegia della stagione 2021-2022 e della stagione 2022-2023. In campo europeo ha partecipato alla fase a eliminazione diretta della Conference League 2021-2022, ai turni di qualificazione della Champions League 2022-2023 e alla fase a gironi dell'Europa League 2022-2023.

## Giocatori

### Rosa
| N. |                      | Ruolo | Calciatore         |
| -- | -------------------- | ----- | ------------------ |
| 1  | Norvegia (bandiera)  | P     | Julian Faye Lund   |
| 2  | Danimarca (bandiera) | D     | Japhet Sery Larsen |
| 3  | Islanda (bandiera)   | D     | Alfons Sampsted    |
| 4  | Norvegia (bandiera)  | D     | Marius Høibråten   |
| 5  | Norvegia (bandiera)  | D     | Brice Wembangomo   |
| 6  | Norvegia (bandiera)  | D     | Isak Amundsen      |
| 7  | Norvegia (bandiera)  | A     | Amahl Pellegrino   |
| 8  | Danimarca (bandiera) | C     | Albert Grønbæk     |
| 9  | Norvegia (bandiera)  | A     | Ola Solbakken      |
| 10 | Norvegia (bandiera)  | C     | Hugo Vetlesen      |
| 11 | Norvegia (bandiera)  | A     | Runar Espejord     |
| 12 | Russia (bandiera)    | P     | Nikita Haikin      |
| 14 | Norvegia (bandiera)  | C     | Ulrik Saltnes (C)  |
| 15 | Norvegia (bandiera)  | C     | Anders Konradsen   |
| 16 | Norvegia (bandiera)  | C     | Morten Konradsen   |
| 17 | Norvegia (bandiera)  | C     | Gaute Høberg Vetti |

| N. |                      | Ruolo | Calciatore                |
| -- | -------------------- | ----- | ------------------------- |
| 18 | Norvegia (bandiera)  | D     | Brede Moe                 |
| 19 | Norvegia (bandiera)  | C     | Sondre Brunstad Fet       |
| 20 | Norvegia (bandiera)  | C     | Fredrik Sjøvold           |
| 21 | Rep. Ceca (bandiera) | D     | Lucas Kubr                |
| 23 | Norvegia (bandiera)  | C     | Elias Kristoffersen Hagen |
| 25 | Norvegia (bandiera)  | P     | Marcus Andersen           |
| 26 | Norvegia (bandiera)  | D     | Sigurd Kvile              |
| 27 | Norvegia (bandiera)  | A     | Sondre Sørli              |
| 29 | Slovenia (bandiera)  | C     | Nino Žugelj               |
| 32 | Norvegia (bandiera)  | A     | Joel Mvuka                |
| 35 | Norvegia (bandiera)  | C     | Adan Abadala Hussein      |
| 37 | Norvegia (bandiera)  | C     | Ask Tjærandsen-Skau       |
| 43 | Norvegia (bandiera)  | D     | Brynjar Johnsplass        |
| 77 | Ghana (bandiera)     | C     | Gilbert Koomson           |
| 88 | Norvegia (bandiera)  | A     | Lars-Jørgen Salvesen      |
|    | Tunisia (bandiera)   | A     | Sebastian Tounekti        |

### In prestito
| N. |                     | Ruolo | Calciatore                                               |
| -- | ------------------- | ----- | -------------------------------------------------------- |
| 24 | Norvegia (bandiera) | A     | Lasse Selvåg Nordås (al Tromsø fino al 31 Dicembre 2022) |

## Competizioni

### Statistiche di squadra
| Competizione               | Punti | In casa | In casa | In casa | In casa | In casa | In casa | In trasferta | In trasferta | In trasferta | In trasferta | In trasferta | In trasferta | Totale | Totale | Totale | Totale | Totale | Totale | DR  |
| Competizione               | Punti | G       | V       | P       | S       | Gf      | Gs      | G            | V            | P            | S            | Gf           | Gs           | G      | V      | P      | S      | Gf     | Gs     | DR  |
| -------------------------- | ----- | ------- | ------- | ------- | ------- | ------- | ------- | ------------ | ------------ | ------------ | ------------ | ------------ | ------------ | ------ | ------ | ------ | ------ | ------ | ------ | --- |
| Eliteserien 2022           | 60    | 15      | 8       | 6       | 1       | 47      | 20      | 15           | 10           | 0            | 5            | 39           | 21           | 30     | 18     | 6      | 6      | 86     | 41     | +45 |
| Norgesmesterskapet 21-22 1 | -     | 2       | 2       | 0       | 0       | 6       | 2       | 1            | 1            | 0            | 0            | 3            | 0            | 3      | 3      | 0      | 0      | 9      | 2      | +7  |
| Norgesmesterskapet 22-23 2 | -     | 0       | 0       | 0       | 0       | 0       | 0       | 3            | 3            | 0            | 0            | 10           | 0            | 3      | 3      | 0      | 0      | 10     | 0      | +10 |
| Champions League 22-23 3   | -     | 4       | 4       | 0       | 0       | 17      | 0       | 4            | 0            | 2            | 2            | 3            | 9            | 8      | 4      | 2      | 2      | 20     | 9      | +11 |
| Europa League 22-23        | -     | 3       | 1       | 0       | 2       | 3       | 4       | 3            | 0            | 1            | 2            | 2            | 6            | 6      | 1      | 1      | 4      | 5      | 10     | -5  |
| Conference League 21-22 4  | -     | 3       | 3       | 0       | 0       | 6       | 2       | 3            | 1            | 0            | 2            | 5            | 7            | 6      | 4      | 0      | 2      | 11     | 9      | +2  |
| Totale                     | -     | 27      | 18      | 6       | 3       | 79      | 28      | 29           | 15           | 3            | 11           | 62           | 43           | 56     | 33     | 9      | 14     | 141    | 71     | +70 |

1Nella tabella sono conteggiate solo le partite giocate nell'anno solare 2022, essendo la coppa giocata su due anni.
2Nella tabella sono conteggiate solo le partite giocate nell'anno solare 2022, essendo la coppa giocata su due anni.
3Turni di qualificazione
4Nella tabella sono conteggiate solo le partite giocate nell'anno solare 2022 (fase a eliminazione diretta), tuttavia la competizione viene giocata su due anni.

### Andamento in campionato
| Giornata  | 1 | 2 | 3 | 4 | 5 | 6 | 7 | 8 | 9 | 10 | 11 | 12 | 13 | 14 | 15 | 16 | 17 | 18 | 19 | 20 | 21 | 22 | 23 | 24 | 25 | 26 | 27 | 28 | 29 | 30 |
| --------- | - | - | - | - | - | - | - | - | - | -- | -- | -- | -- | -- | -- | -- | -- | -- | -- | -- | -- | -- | -- | -- | -- | -- | -- | -- | -- | -- |
| Luogo     | C | T | C | T | C | C | T | C | T | T  | C  | T  | C  | T  | C  | T  | C  | T  | C  | T  | C  | T  | C  | T  | C  | T  | C  | T  | C  | T  |
| Risultato | N | V | V | P | N | N | V | N | P | V  | V  | P  | V  | V  | V  | V  | V  | V  | N  | V  | P  | P  | N  | V  | V  | V  | V  | P  | V  | V  |
| Posizione | 7 | 4 | 1 | 3 | 5 | 6 | 4 | 5 | 8 | 5  | 3  | 4  | 3  | 3  | 3  | 3  | 3  | 2  | 3  | 2  | 2  | 3  | 4  | 2  | 2  | 2  | 2  | 2  | 2  | 2  |

Fonte:  Eliteserien 2022, su nifs.no.
Legenda:

Luogo: C = Casa; T = Trasferta. Risultato: V = Vittoria; N = Pareggio; P = Sconfitta.

#### Girone di andata
| Arbitro: | Eskås |

|                                    |           |                    |
| Pellegrino 63’ (pen.) Espejord 70’ | Marcatori | Børkeeiet 16’, 75’ |

| Arbitro: | Steen |

|          |           |                          |
| Vega 67’ | Marcatori | Boniface 13’ Saltnes 76’ |

| Arbitro: | Saggi |

|                                                          |           |                    |
| Solbakken 36’ Saltnes 40’ Espejord 62’ Vetlesen 71’, 78’ | Marcatori | Bjørdal 86’ (pen.) |

| Arbitro: | Hansen |

|                           |           |  |
| Tripić 26’ Sebulonsen 67’ | Marcatori |  |

| Arbitro: | Espen Eskås |

|              |           |           |
| Sampsted 82’ | Marcatori | Adams 32’ |

| Arbitro: | Hagenes |

|             |           |                |
| Mvuka 90+3’ | Marcatori | Vesterlund 53’ |

| Arbitro: | Sinnes |

|           |           |                                           |
| Sande 47’ | Marcatori | Sørli 8’ Espejord 31’ Pellegrino 32’, 66’ |

| Arbitro: | Moen |

|                       |           |                     |
| Pellegrino 4’ Moe 29’ | Marcatori | Hove 36’ Friday 82’ |

| Arbitro: | Eskås |

|                                           |           |           |
| Grødem 4’ Fofana 60’ Høibråten 77’ (aut.) | Marcatori | Mvuka 66’ |

| Arbitro: | Higraff |

|  |           |                     |
|  | Marcatori | Pellegrino 53’, 72’ |

| Arbitro: | Lien |

|                               |           |  |
| Wembangomo 89’ Pellegrino 76’ | Marcatori |  |

| Arbitro: | Saggi |

|                                           |           |                               |
| Jevtović 19’ Wallem 59’ Ruud 90+9’ (pen.) | Marcatori | Pellegrino 29’ Amundsen 90+7’ |

| Arbitro: | Hagen |

|                                                     |           |             |
| Vetlesen 21’ Saltnes 44’ Boniface 63’, 90+1’ (pen.) | Marcatori | Skålevik 1’ |

| Arbitro: | Higraff |

|  |           |                     |
|  | Marcatori | Pellegrino 77’, 82’ |

| Arbitro: | Amland |

|                                                            |           |  |
| Boniface 13’ Pellegrino 39’, 45+2’ (pen.), 48’ Saltnes 42’ | Marcatori |  |

#### Girone di ritorno
| Arbitro: | Steen |

|                    |           |                   |
| Ødemarksbakken 32’ | Marcatori | Boniface 26’, 42’ |

| Arbitro: | Nilsen |

|                                                                       |           |  |
| Pellegrino 12’, 44’ Vetlesen 26’, 45+1’, 53’ Espejord 67’ Saltnes 78’ | Marcatori |  |

| Arbitro: | Eskås |

|            |           |                                               |
| Heintz 77’ | Marcatori | Vetlesen 39’ Pellegrino 45’, 85’ Salvesen 65’ |

| Arbitro: | Grøtta |

|                            |           |                           |
| Pellegrino 40’, 72’ (pen.) | Marcatori | Kurucay 54’ Kirkevold 86’ |

| Arbitro: | Nilsen |

|  |           |                          |
|  | Marcatori | Espejord 9’ Vetlesen 66’ |

| Arbitro: | Eskås |

|                |           |                                              |
| Amundsen 45+1’ | Marcatori | Breivik 45+2’ Kaasa 37’, 67’ Brynhildsen 83’ |

| Arbitro: | Hagen |

|                                       |           |                         |
| Nordås 13’ Mikkelsen 38’ Kitolano 55’ | Marcatori | Žugelj 85’ Salvesen 89’ |

| Arbitro: | Sinnes |

|              |           |             |
| Espejord 48’ | Marcatori | Eskesen 58’ |

| Arbitro: | Hansen |

|               |           |                                                      |
| Ibrahimaj 32’ | Marcatori | Saltnes 29’ Espejord 52’ Vetlesen 87’ Pellegrino 90’ |

| Arbitro: | Amland |

|                                                |           |              |
| Vetlsen 54’, 82’ Wembangomo 58’ Pellegrino 74’ | Marcatori | Jansen 45+1’ |

| Arbitro: | Saggi |

|  |           |                                                                     |
|  | Marcatori | Espejord 18’ Pellegrino 32’, 39’ Solbakken 60’ Berg 64’ Grønbæk 79’ |

| Arbitro: | Steen |

|                                                     |           |  |
| Vetlesen 44’, 45+1’ Solbakken 53’, 58’ Espejord 68’ | Marcatori |  |

| Arbitro: | Hagenes |

|                              |           |                           |
| Holse 73’, 88’ Tengstedt 77’ | Marcatori | Espejord 18’ Vetlesen 76’ |

| Arbitro: | Nilsen |

|                                                          |           |                                           |
| Pellegrino 5’ Vetlesen 23’, 84’ Espejord 70’ Grønbæk 80’ | Marcatori | Karlsbakk 13’ Løkberg 34’ Kabran 55’, 67’ |

| Arbitro: | Moen |

|                                 |           |                                                              |
| Gunnarsson 16’ Braut Brunes 56’ | Marcatori | Valsvik 42’ (o.g.) Espejord 47’ Høibråten 75’ Pellegrino 87’ |

### Norgesmesterskapet 2021-2022
| Ålesund 6 marzo 2022, ore 18:00 4º turno | Aalesund | 0 – 3 a tavolino | Bodø/Glimt | Color Line Stadion\| Arbitro: \| Moen \| |
| Arbitro:                                 | Moen     |                  |            |                                          |

| Arbitro: | Hagenes |

|                                                      |           |              |
| Espejord 37’ Hagen 53’ Pellegrino 87’ Boniface 90+2’ | Marcatori | Dragsnes 13’ |

| Arbitro: | Nilsen |

|                          |           |                    |
| Espejord 17’ Koomson 38’ | Marcatori | Berisha 12’ (pen.) |

| Arbitro: | Saggi |

|  |           |                      |
|  | Marcatori | Mannsverk 76’ (pen.) |

### Norgesmesterskapet 2022-2023
| Arbitro: | Berg |

|  |           |                                           |
|  | Marcatori | Boniface 14’, 79’ Saltnes 29’ Mugisha 73’ |

| Arbitro: | Kristiansen |

|  |           |                                              |
|  | Marcatori | Hagen 16’, 45’ Koomson 25’ Amundsen 42’, 62’ |

| Arbitro: | Amland |

|  |           |             |
|  | Marcatori | 90’ Saltnes |

Il 4º turno, i quarti di finale e la semifinale si giocarono durante la stagione 2023.

### UEFA Europa Conference League

#### Fase a eliminazione diretta
| Arbitro: | Treimanis |

|           |           |                                         |
| Maeda 79’ | Marcatori | 7’ Espejord 55’ Pellegrino 81’ Vetlesen |

| Arbitro: | Ivanov |

|                           |           |  |
| Solbakken 9’ Vetlesen 69’ | Marcatori |  |

| Arbitro: | Dabanović |

|                                     |           |               |
| Pellegrino 39’ Solbakken 90’ (rig.) | Marcatori | 73’ Aboukhlal |

| Arbitro: | Kružliak |

|                   |           |                              |
| Paulidīs 18’, 30’ | Marcatori | 26’ Pellegrino 105’ Sampsted |

| Arbitro: | Gözübüyük |

|                          |           |                |
| Saltnes 56’ Vetlesen 89’ | Marcatori | 43’ Pellegrini |

| Arbitro: | Sánchez |

|                                  |           |  |
| Abraham 5’ Zaniolo 23’, 29’, 49’ | Marcatori |  |

### UEFA Champions League

#### Primo turno di qualificazione
| Arbitro: | Mohammed Al-Hakim |

|                               |           |  |
| Boniface 11’, 31’, 58’ (pen.) | Marcatori |  |

| Arbitro: | Horațiu Feșnic |

|                                     |           |                     |
| Mikkelsen 12’ J. Andreasen 20’, 85’ | Marcatori | Boniface 55’ (pen.) |

#### Secondo turno di qualificazione
| Arbitro: | Andris Treimanis |

|            |           |  |
| Millar 83’ | Marcatori |  |

| Arbitro: | Roi Reinshreiber |

| |           |  |
| Vetlesen 7’ Boniface 21’ (pen.) Pellegrino 25’, 54’ (pen.) Saltnes 29’ Espejord 52’, 88’ Sampsted 73’ | Marcatori |  |

#### Terzo turno di qualificazione
| Arbitro: | István Vad |

|                                                                              |           |  |
| Vetlesen 33’ (pen.) Pellegrino 36’ Salvesen 58’ Høibråten 61’ Espejord 90+3’ | Marcatori |  |

| Arbitro: | Sandro Schärer |

|              |           |           |
| Kyeremeh 39’ | Marcatori | Mvuka 51’ |

#### Spareggi
| Arbitro: | Danny Makkelie |

|                |           |  |
| Pellegrino 37’ | Marcatori |  |

| Arbitro: | Antonio Mateu Lahoz |

|                                              |           |             |
| Oršić 4’ Petković 35’ Drmić 117’ Bočkaj 120’ | Marcatori | Grønbæk 70’ |

### UEFA Europa League

#### Fase a gironi
| Arbitro: | Georgi Kabakov |

|           |           |             |
| Gakpo 62’ | Marcatori | Grønbæk 44’ |

| Arbitro: | Stéphanie Frappart |

|                                |           |             |
| Selnæs 54’ (o.g.) Vetlesen 58’ | Marcatori | Avdijaj 81’ |

| Arbitro: | Harm Osmers |

|                                          |           |  |
| Nketiah 23’ Holding 27’ Fábio Vieira 84’ | Marcatori |  |

| Arbitro: | Irfan Peljto |

|  |           |          |
|  | Marcatori | Saka 24’ |

| Arbitro: | Yevhen Aranovsky |

|                                    |           |                  |
| Boranijašević 67’ Marchesano 90+7’ | Marcatori | Pellegrino 45+1’ |

| Arbitro: | Donatas Rumšas |

|              |           |                                  |
| Žugelj 90+3’ | Marcatori | Sampsted 36’ (o.g.) Bakayoko 52’ |